# Mercedes Audras
Mercedes Audras (Buenos Aires, es una cantante, guitarrista, autora, compositora y productora franco-argentina.

## Biografía
De pequeña viaja para Italia donde vive con sus padres y sus dos hermanas durante tres años y después se radica definitivamente en París (Francia) donde pasa su bachiller y comienza su carrera musical. 
Su padre francés, Patrick Audras, de Lyon y su madre argentina, de Mar del Plata es una famosa artista plástica de vanguardia, Marie Orensanz. Y sus hermanas: María Audras realizadora de cine y televisión, documentales y videoclips y su melliza, Rosario Audras se dedica a la dirección teatral, ha trabajado con Marilú Marini, Jorge Lavelli, Alfredo Arias, entre otros.
1996 graba y realiza su 1.er álbum con Philippe Katerine: "Mercedes Audras". Participan el grupo de rock francés Les Innocents y canta en dúo con Valerie Leulliot (del grupo Autour de Lucie) "Qu"importe c'est l'été" una canción escrita por su amiga de toda la vida Edith Fambuena.
2002, álbum inédito "2002"
2007 tercer álbum "Les Deux Qui s'Aiment' realizado por Edith Fambuena este álbum sale con su propio sello Chicas Recording. El álbum sale en China, Japón, Bélgica, España....
2010/2012 viaja para Argentina donde graba y realiza su 4rto álbum "10 000 km" con canciones escritas por Françoise Hardy, Sally Seltmann, M Clan, Jacques Duvall y ella misma. Graba un dúo con Ale Sergi de Miranda, Fernando Samalea graba las baterías y Hugo Lobo algunas trompetas.
2012/ 2014 graba y realiza su quinto álbum "5". 12 canciones del rock nacional de Charly García, Vicentico, Andrés Calamaro, Fito Páez, Los Babasonicos, Franco Simone, Los Estelares y Chico Novarro. 
2015/2016 1.er corte de su 6xto álbum "Hey You Come Now" feat Robertito Funes que será la cortina de su programa "Noches Mías" en C5N. 
Preparando, componiendo el próximo álbum (con la comlicidad) de la actriz argentina Leticia Bredice
2016 / 2017 "Disco Pop": álbum de dúos con invitados de talla como Elena Roger, Julieta Diaz, Eugenia Tobal, Brenda Gandini, Inés Efron, Mónica Scapparone, Robertito Funes, Victoire Dauxerre, Rosario Audras, Irina Coutrot, Leos Coutrot, Paul Coutrot, Belén Magri, Diego de Paula. Grabado por Lucho y Javier Cervi en el Estudio Sonobeat, Buenos Aires. Mezclado por Nicolas Bastida en EcoStudio y masterizado por Justin Weis,en Trakworx Mastering, USA.
Trabaja con la actriz Leticia Bredice componiendole canciones sobre sus letras.
2018 Sale el 1.er corte "Hey You Come Now" feat Roberto Funes, después salen "Dime je t'adore" en dúo con la actriz Eugenia Tobal y "Tan Magico" dueto con la actriz Julieta Díaz. Estas dos últimas canciones tendrán un remix realizado por DJ Franco Brizuela
Mercedes termina de realizar 2 canciones para Leticia Bredice "Que facil para mi ser otra mujer"  y "El Numero Uno"
2025 Sale "Tant de Promesses" primera canción extracta de su séptimo álbum "7". 
2025 Sale el álbum de la música escrita y compuesta por Mercedes Audras del corto metrage "Le rêve d'Edmond" realizado por Maria Audras y Mercedes Audras

## Primeros pasos artísticos
Mercedes conoció a Fabrice Nataf quien era en los años 80 el director artístico de Virgin France. Fue un flechazo y en el poco tiempo Fabrice le propuso una canción de los Neoyorquinos The Comatéens "Winter" que adaptara en francés y español, además de un contrato por 3 álbumes. Desde entonces trabajó junto a lo más selecto de la chanson francesa e internacional actual y clásica como Françoise Hardy, Edith Fambuena, Philippe Katerine, Jipé Nataf, Les Innocents, Les Valentins, Sally Seltmann (cocompositora de "1234" de Feist), M Clan, Charly García, Vicentico, Andrés Calamaro, Fito Páez, Los Babasonicos, Elena Roger, Chico Novarro, Alejandro Sergi de Miranda, Julieta Díaz, Eugenia Tobal, Brenda Gandini, Inés Efron, Mónica Scapparone, Jacques Duvall, Henri Graetz, Fernando Samalea, Hugo Lobo de Dancing Mood,...

## Discografía
- 1996 : Mercedes Audras co-realizado con Philippe Katerine y Les Innocents
- 2002 : 2002 (álbum inédito)
- 2007 : Les deux qui s'aiment co-realizado con Edith Fambuena
- 2010 : 10 000km con Françoise Hardy, Sally Seltmann, Jacques Duvall, Alejandro Sergi de Miranda!, M-Clan, Carlos Raya, Jean-Louis Piérot, JP Nataf.
- 2014 : 5 son cinquième álbum avec Charly García, Vicentico, Andrés Calamaro, Fito Páez, Los Babasonicos, Franco Simone, Los Estelares et Chico Novarro (PopArt Music & Sony Music Argentina)
- 2017 : Disco Pop álbum de dúos con invitados de talla comme Elena Roger, Julieta Díaz, Eugenia Tobal, Brenda Gandini, Inés Efron, Mónica Scapparone, Robertito Funes, Victoire Dauxerre, Rosario Audras, Irina Coutrot, Leos Coutrot, Paul Coutrot, Belén Magri de Joplin, Diego de Paula, Lucho Cervi
- 2025 : 7 Escrito, arreglado producido y realizado por Mercedes Audras

## Compilaciones, Participaciones
- 1986 : "Pop Satori" Etienne Daho la invita para unos "Screaming voice" sobre la canción "4000 années d'horreur". Mercedes lo ayudara a grabar las versiones en español e italiana de la canción "Duel au soleil".
- 1989 : "3 Months, 3 weeks and 2 days" de Bill Pritchard, realizado por Etienne Daho. Invitada para participar en coros.
- 1990 : Diversión Pour les 10 ans de Virgin/France. Primer cover de "La tête à l'envers" en español: "Pensando en ti" par Les Innocents.
- 1995 : Un air de famille Village Vert/Columbia/Sony Music
- 1995 : Nord pinus acopañasda a la guitarra por el cantante francés Philippe Katerine. Otros artistas: Miossec, Autour de Lucie...
- 1996 : La route est longue... le futur est rejouissant Mercedes canta "Eu sei que vou te amar" de Carlos Jobim y Vinicious de Moraes. También se encuentra la canción "Mon ange" compuesta por JP Nataf y Jean-Christophe Urbain.
- 1997 : Comme un seul Homme Dúo con Francoiz Breut con una canción de Mercedes "Tu ne dis rien".
- 1997 : Panorama Village Vert/Columbia/Sony Music
- 1999 : Millesime 99 EMI Publishing Francia
- 2004 : Hidden Songs Para los 10 años de Green Ufos (label independiente español). Participan también Dominique A, The Little Rabbits, Edith Frost, The Russian Futurists, The Black Heart Procession, Jean-Louis Murat, Miossec, Mathieu Boogaerts, Daniel Darc, The Married Monk.

## Filmografía
- 1993 : Pepe de Maria Audras
- 1995 : Nord pinus Documentario en el Hotel Nord Pinus, Francia. Entrevista y canta, guitarra voz. Mercedes se encuentra junto a los cantantes franceses, Katerine, Miossec...
- 1999 : Pourquoi pas moi? de Stéphane Giusti
- 2001 : Bella Ciao de Stéphane Giusti
- 2002 : L'affaire Valérie Lemay de Maria Audras
- 2006 : En quête de María Audras
- 2007 : Les deux qui s'aiment videoclip de Maria Audras
- 2010 : Compone la cortina para la serie televisiva "Tipos en la cama" con el Dr Walter Ghédin, realizado por Maria Audras y distribuido en América Latina y España.

## Participaciones: Teatro, Exposiciones, Libros
- 1997 : "El colectivo et ses voyageurs" (exposición-evento). Invitada por la artista pintora escultora, Marie Orensanz a participar a la exposición 'El colectivo et ses voyageurs' en la Fondacion Argentina a París.
- 1997: "Etienne Daho de A a Z" (livre). Etienne Daho est sans conteste le dandi de la pop française.

De A comme Mercedes Audras à Y comme Young Marbie Giants, ce guide MusicBook vous dit tout sur les deux décennies bien remplies de la carrière du Rennais. 
- 2001 : Lettres mortes de Rosario Audras (Théâtre National de Chaillot). Música de Mercedes Audras.
- 2007 : "Portraits et entretiens" (livre). Mercedes invotada por el periodista francés Benoît Cachin para una entrevista para su libre sobre el cantante francés Etienne Daho, 'Portraits et entretiens'.